# 6263 Druckmuller
6263 Druckmuller este o planetă minoră (asteroid) din centura de asteroizi. A fost descoperită pe 6 august 1980 la Observatorul Kleť de Zdeňka Vávrová⁠(d) și a fost numită după Miloslav Druckmüller⁠(d). 
Obiectul prezintă o orbită caracterizată de o semiaxă mare de 2,1872595 UAi, o excentricitate de 0,24, o înclinație de 2,22525 ° în raport cu ecliptica.